# Rite Swedenborg
Pour les articles homonymes, voir Swedenborg (homonymie).
Le rite Swedenborg est un rite maçonnique nommé d’après Emanuel Swedenborg et faisant référence à ses enseignements.

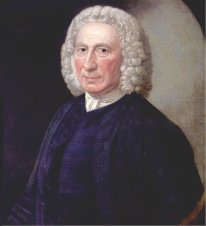
Emanuel Swedenborg, théologien qui inspira la création du rite.

## Historique
Ce rite maçonnique fut créé à Avignon en 1773 par le marquis de Thorn. Il est créé en premier lieu comme une organisation politique, dont les objectifs visaient à discréditer la franc-maçonnerie, cette idéologie politique est finalement écartée du rite. Cette version du rite ne perdure que pendant une dizaine d'années après sa fondation. 
À partir des années 1870, le rite est réactivé comme une organisation hermétique. Cette version s’éteint également autour de 1908.
Ce rite fut repris en France à la Belle Époque par  Papus, en marge de son ordre martiniste, il n'a pas survécu après la mort de Teder (Charles Détré) en 1918, qui succéda à Papus. En Angleterre, John Yarker (1833-1913), grand hiérophante du Rite de Memphis-Misraïm, fut aussi le grand maître mondial de ce rite.

## Description
Il comprend six grades maçonniques, .
1. apprenti ;
2. compagnon ;
3. maître néophyte ;
4. frère vert ;
5. frère bleu ;
6. frère rouge.